# Legends of Tomorrow
Legends of Tomorrow ou DC : Les Légendes de demain au Québec (DC's Legends of Tomorrow) est une série télévisée américaine en 110 épisodes de 42 minutes créée par Andrew Kreisberg, Greg Berlanti et Marc Guggenheim, diffusée entre le 21 janvier 2016 et le 2 mars 2022 sur The CW aux États-Unis et au Canada sur le réseau CTV pour la première saison et sur CTV Two depuis la deuxième saison, ainsi que sur CTV Sci-Fi Channel.
C'est une série dérivée des séries télévisées Arrow et Flash.
En France, les deux premières saisons ont été diffusées en version originale sous-titrée français entre le 22 janvier 2016 et le 5 avril 2017 sur le service de vidéo à la demande MYTF1 VOD puis en version française depuis le 17 septembre 2016 sur TMC pour la première saison. La série est aussi disponible sur Netflix. Au Québec, elle est diffusée depuis le 8 décembre 2016 sur le service Club Illico et en clair depuis le 1er août 2017 sur AddikTV. Elle reste inédite en version française dans les autres pays francophones.

## Synopsis
Rip Hunter, un agent faisant anciennement partie de la confédération des maîtres du temps désobéit à cette dernière en volant un vaisseau (nommé Waverider) pouvant voyager à travers le temps dans le but de recruter un groupe de super-héros et de super-vilains capables d'affronter une menace planétaire : le criminel Vandal Savage et son armée de super soldats ayant conquis et soumis le futur. Ils ont pris le contrôle de toutes les infrastructures et ont fait des humains des esclaves. Ce groupe est initialement composé de Captain Cold, Heat Wave, Atom, Hawkgirl, Hawkman, White Canary et Firestorm.

## Distribution

### Acteurs principaux
- Caity Lotz (VF : Anne-Charlotte Piau) : Sara Lance / White Canary / Ta-er al-Sahfer (depuis la saison 1)
- Amy Pemberton (VF : Elsa Davoine) : Gideon (voix et 4 épisodes en incarnation - en chair et en os à partir de la saison 7)
- Nick Zano (VF : Jean-François Cros) : Nathaniel Heywood / Steel (depuis la saison 2)
- Tala Ashe (VF : Ariane Aggiage) : Zari Tomaz/Tarazi (depuis la saison 3)
- Jes Macallan (VF : Gaëlle Savary) : l'agent puis directrice du Bureau Temporel Ava Sharpe (depuis la saison 4 - récurrente saison 3)
- Matt Ryan (VF : Axel Kiener) : John Constantine (saisons 4 à 6 - récurrent saison 3) / Gwyn Davies (saison 7)
- Olivia Swann (VF : Géraldine Asselin) : Astra Logue[10] (depuis la saison 5 - invité saison 4)
- Shayan Sobhian (VF : Jean-Rémi Tichit) : Behrad Tarazi (depuis la saison 5 - invité saison 4)
- Adam Tsekhman (VF : Alexis Victor) : l'agent Gary Green puis l'apprenti de Constantine (depuis la saison 6 - récurrent saisons 3 à 5)
- Lisseth Chavez (VF : Diane Kristanek) : Esperanza « Spooner » Cruz (depuis la saison 6)

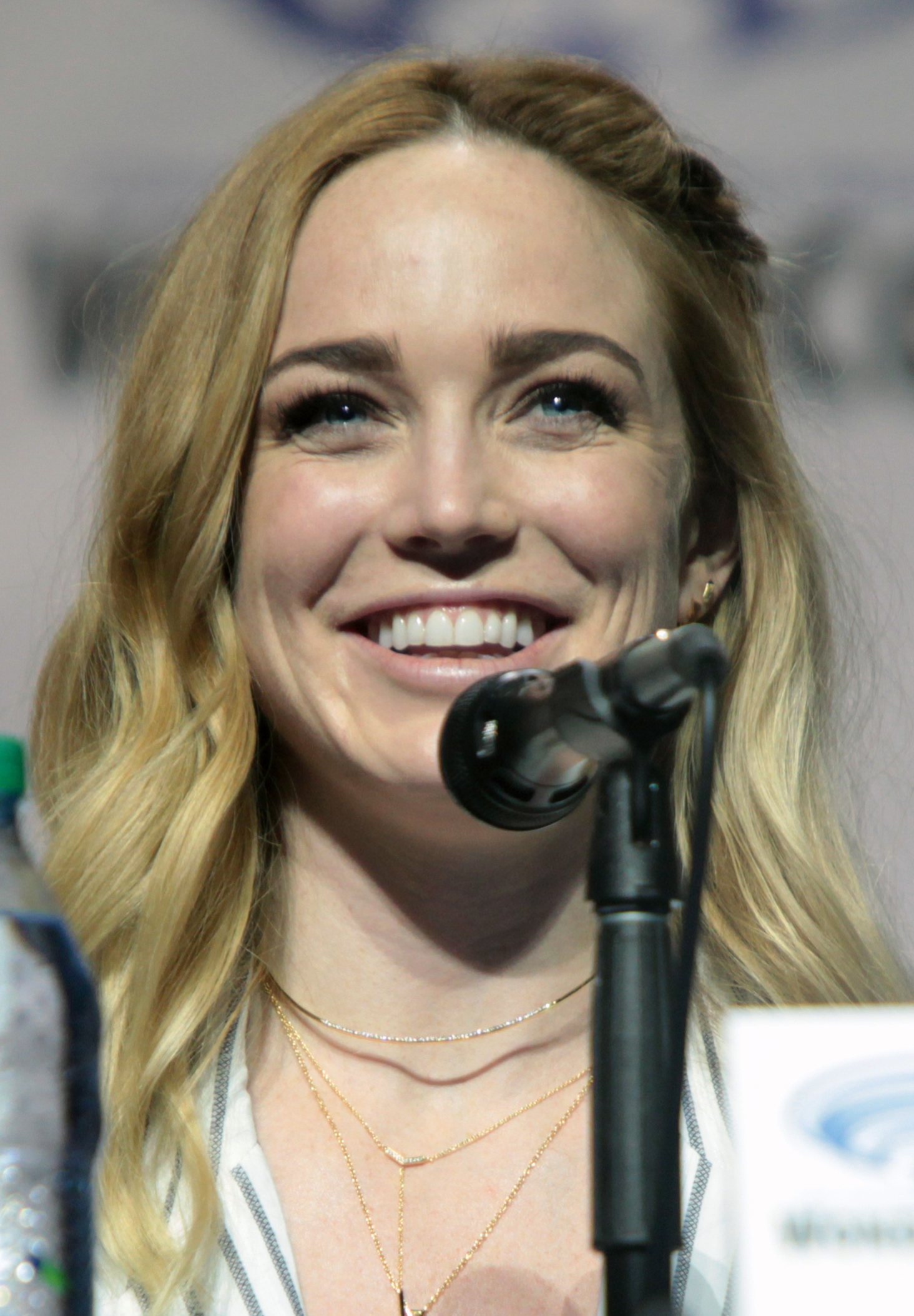
Caity Lotz interprète Sara Lance / White Canary.
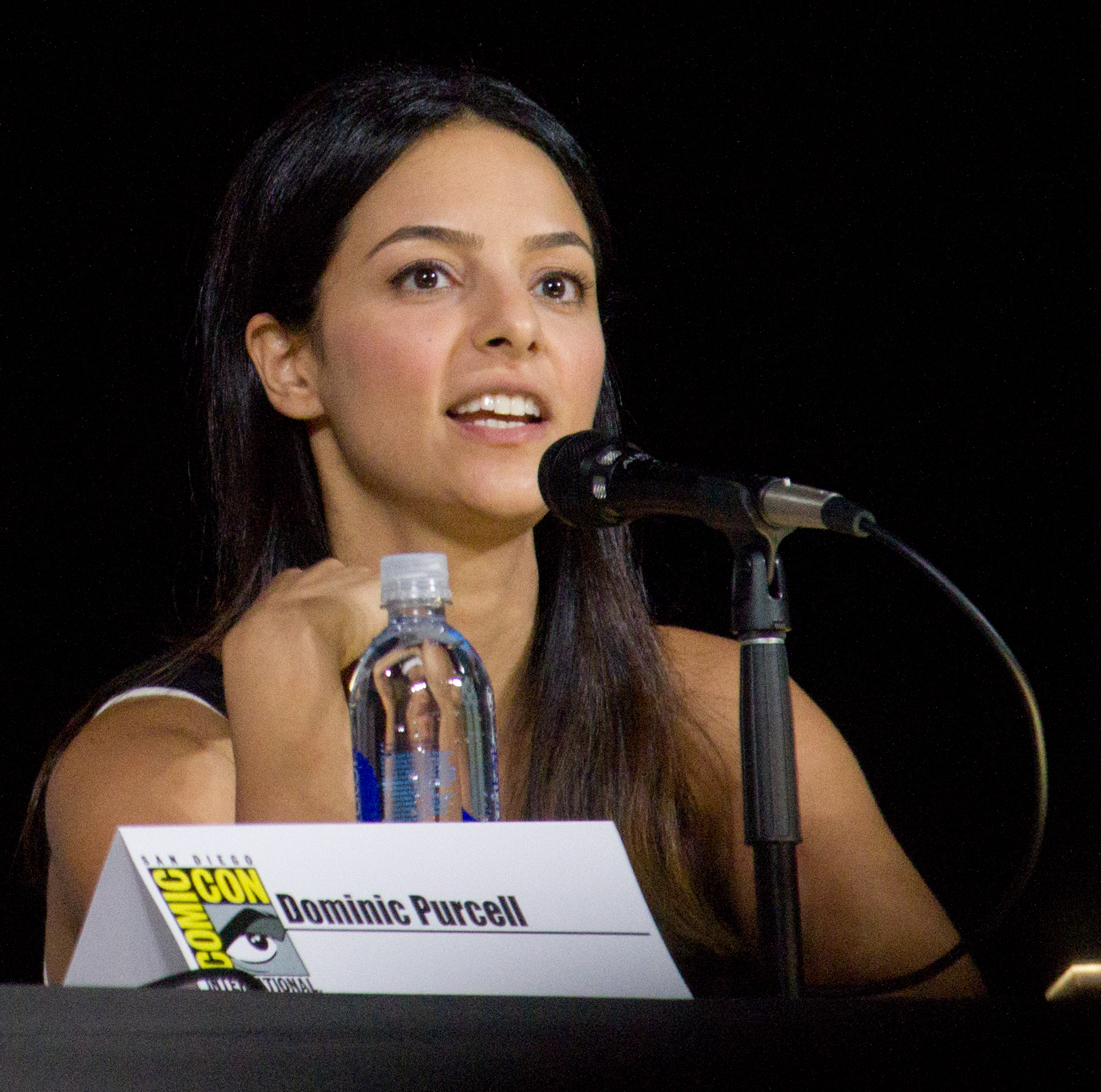
Tala Ashe interprète Zari Adrianna Tomaz / Tarazi / Isis
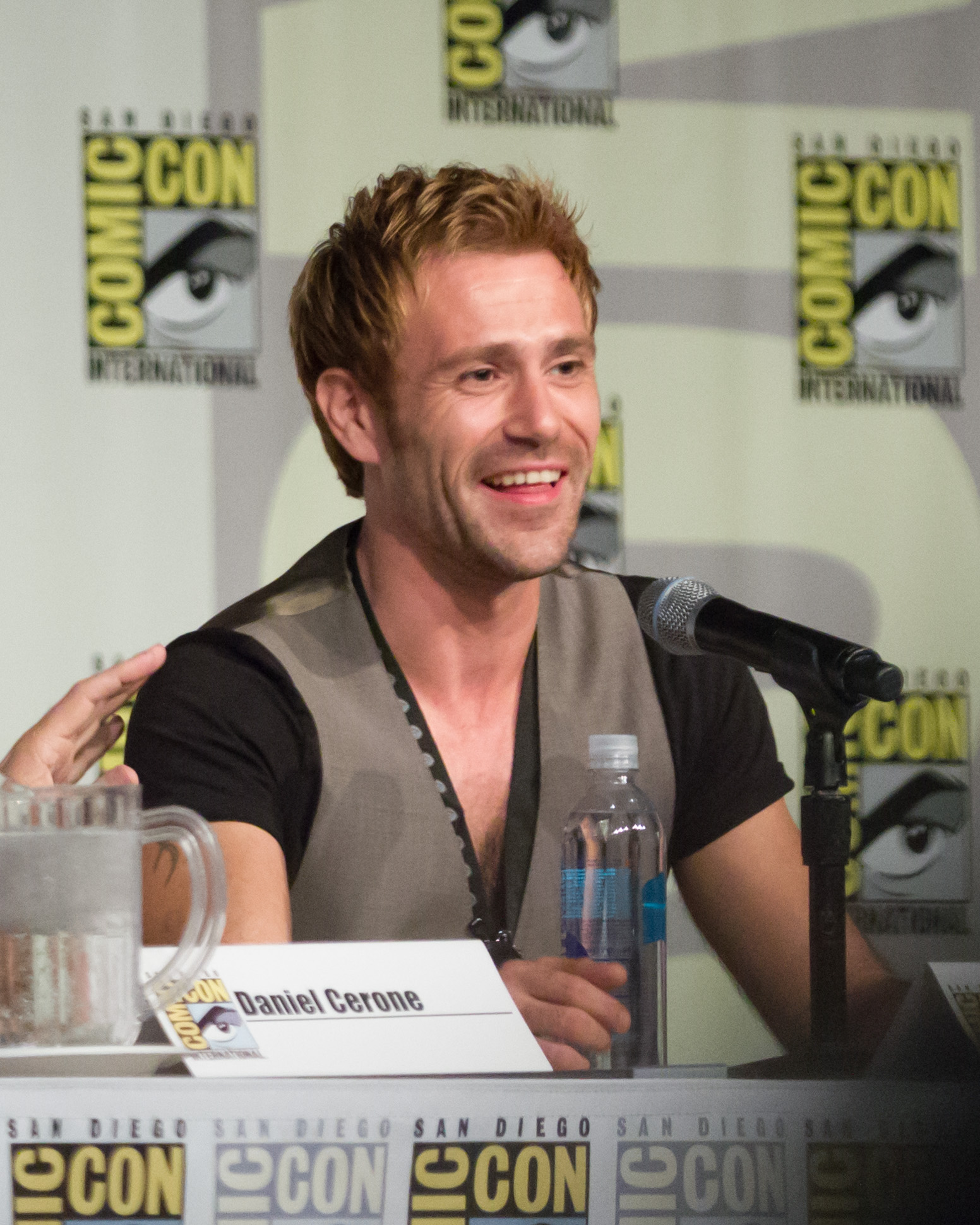
Matt Ryan interprète John Constantine / Gwyn Davies.
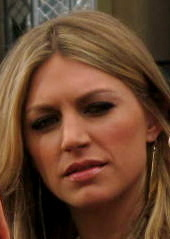
Jes Macallan interprète agent puis Directrice du Bureau Temporel Ava Sharpe.

### Anciens acteurs principaux
- Dominic Purcell (VF : Éric Aubrahn) : Mick Rory / Heat Wave / Chronos (en) (saisons 1 à 6)
- Brandon Routh (VF : Adrien Antoine) : Raymond « Ray » Palmer / The Atom (saisons 1 à 5 - invité saison 7)
- Victor Garber (VF : Gabriel Le Doze) : Pr Martin Stein / Firestorm (saisons 1 à 3 - invité saison 7)
- Franz Drameh (VF : Eilias Changuel) : Jefferson « Jax » Jackson / Firestorm (saisons 1 à 3 - invité saison 7)
- Arthur Darvill (VF : Jean-Christophe Dollé) : Rip Hunter / Michael (saisons 1 et 2 - récurrent saison 3, invité saison 7)
- Wentworth Miller (VF : Xavier Fagnon) : Leonard Snart / Captain Cold et Leo / Citizen Cold (Terre X) (saison 1 - récurrent saison 2, invité saisons 3 et 7)
- Falk Hentschel (VF : Marc Arnaud) : Carter Hall / Hawkman / Prince Khufu / Scythian Torvil / Joe Boardman (saison 1 - invité saison 7)
- Ciara Renée (VF : Olivia Dalric) : Kendra Saunders / Hawkgirl / Edith Boardman / Prêtresse Shay-Ara (saison 1)
- Maisie Richardson-Sellers (VF : Célia Rosich) : Amaya Jiwe (saisons 2 et 3) / Charlie (saisons 4 et 5)
- Matt Letscher (VF : François Raison) : Eobard Thawne / Nega-Flash (saison 2 - invité saison 7)
- Neal McDonough (VF : Bruno Dubernat) : Damien Darhk (saison 3 - récurrent saison 2, invité saisons 1 et 5)
- Keiynan Lonsdale (VF : Alex Fondja) : Wally West / Kid Flash (saison 3)
- Courtney Ford (VF : Sara Viot) : Eleanor / Nora Darhk, la fille de Damien Darhk (saisons 4 et 5 - récurrente saison 3, invitée saison 7)
- Ramona Young (VF : Julia Boutteville) : Mona Wu[11] (saison 4 - invitée saison 5)
- Raffi Barsoumian : Bishop (saisons 6 et 7)
- Aliyah O’Brien : Kayla (saison 6)

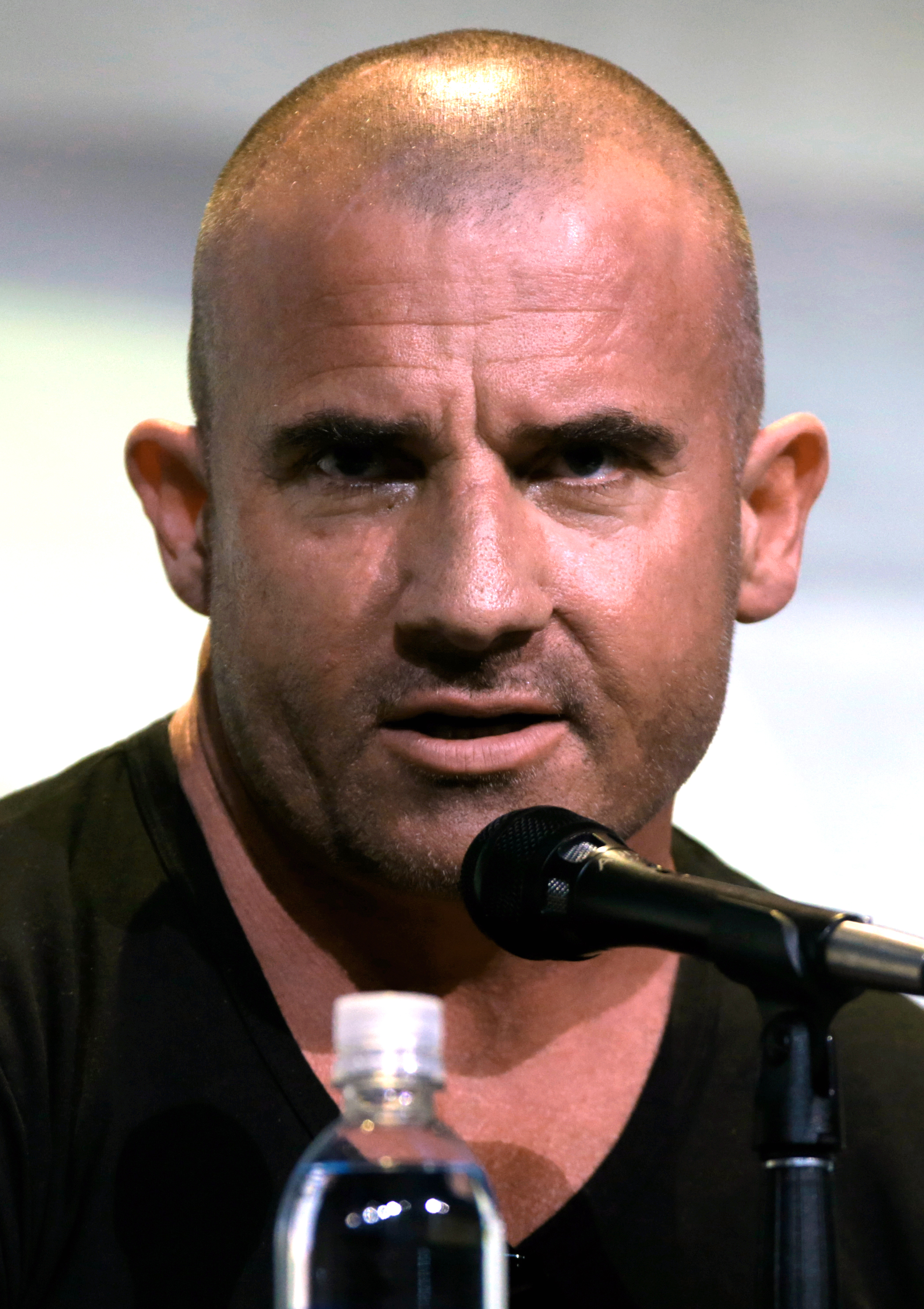
Dominic Purcell interprète Mick Rory / Heat Wave / Chronos
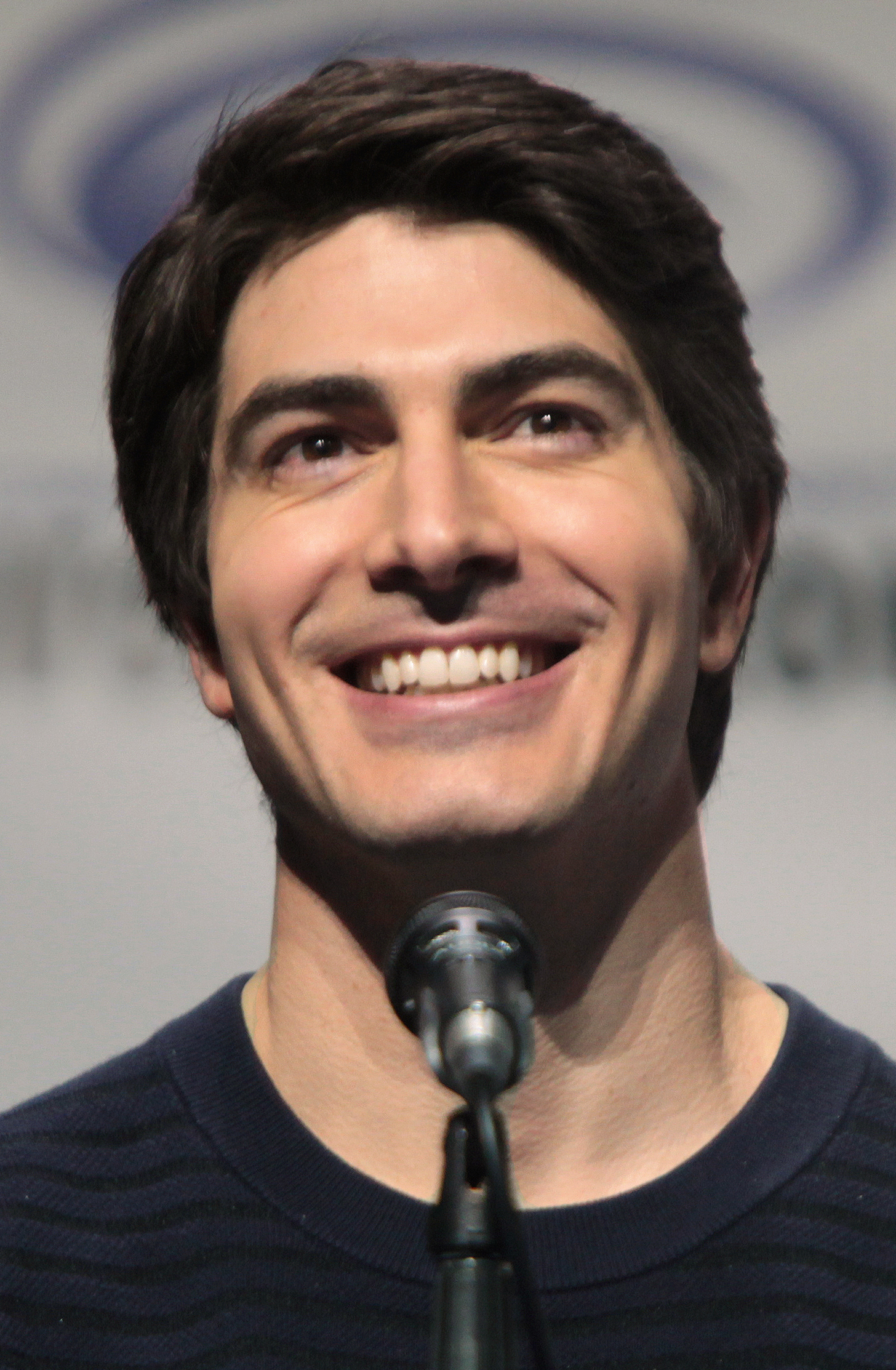
Brandon Routh interprète Ray Palmer / The Atom.
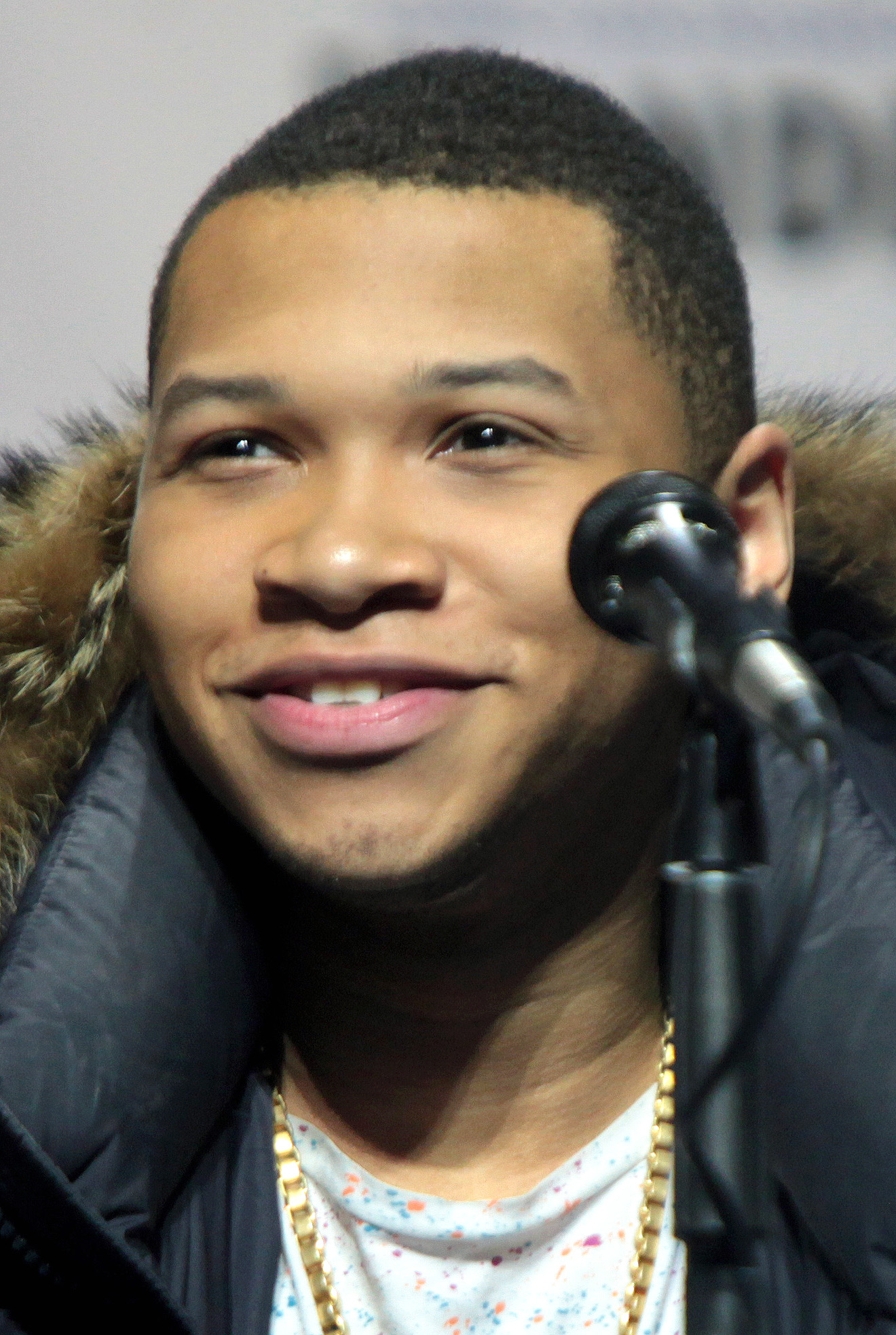
Franz Drameh interprète Jefferson « Jax » Jackson / Firestorm.
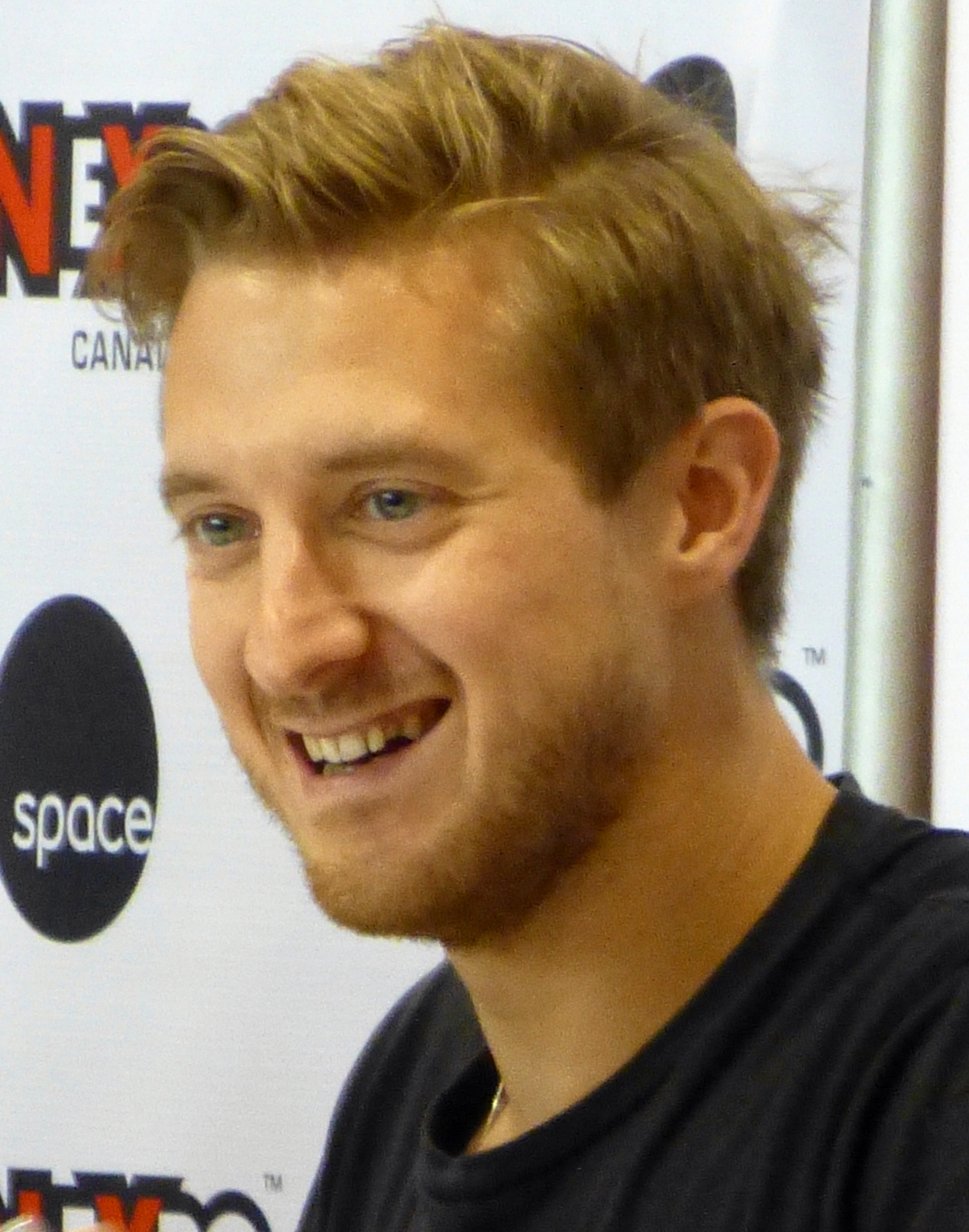
Arthur Darvill interprète Rip Hunter / Michael.
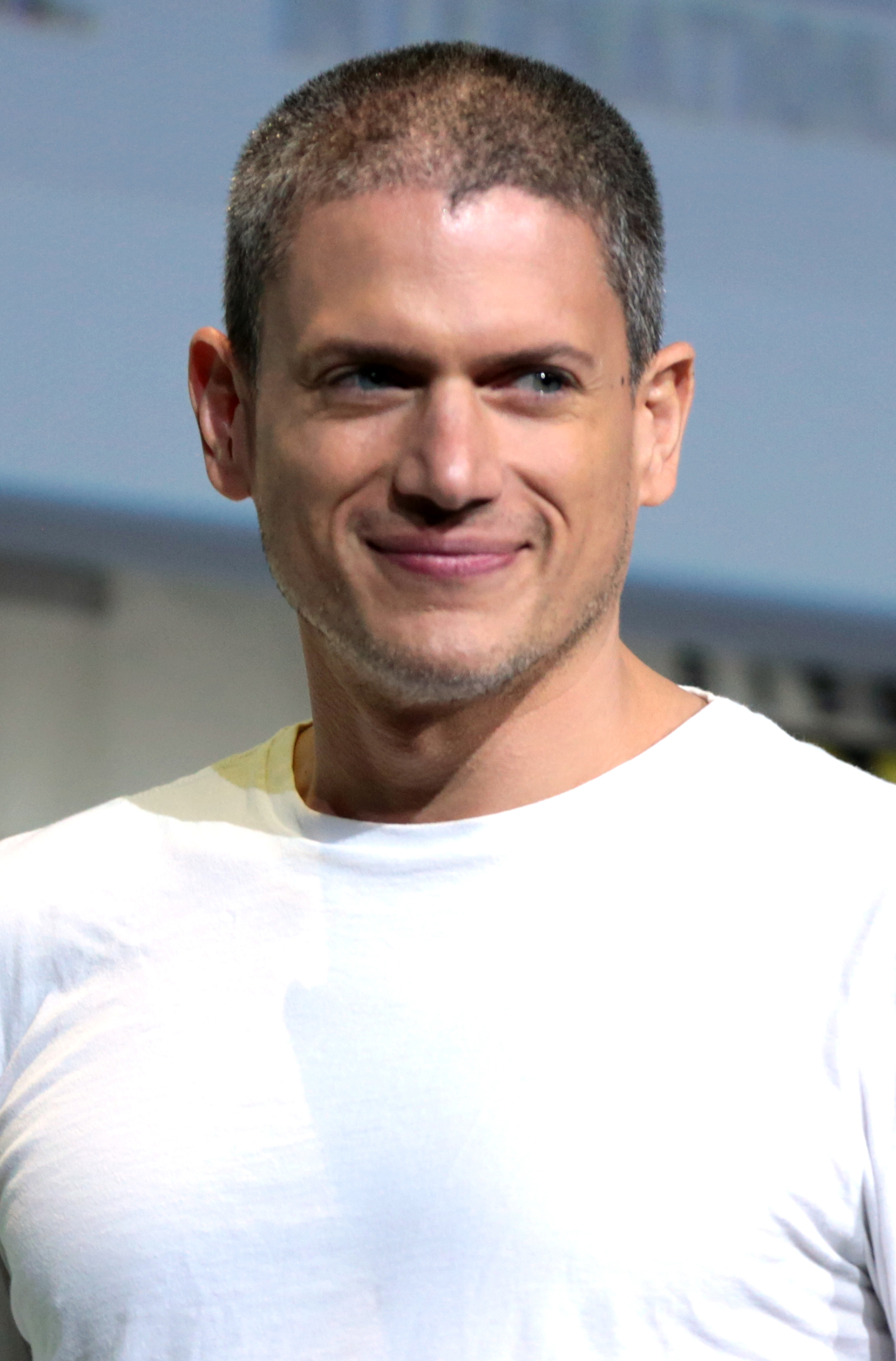
Wentworth Miller interprète Leonard Snart / Captain Cold.
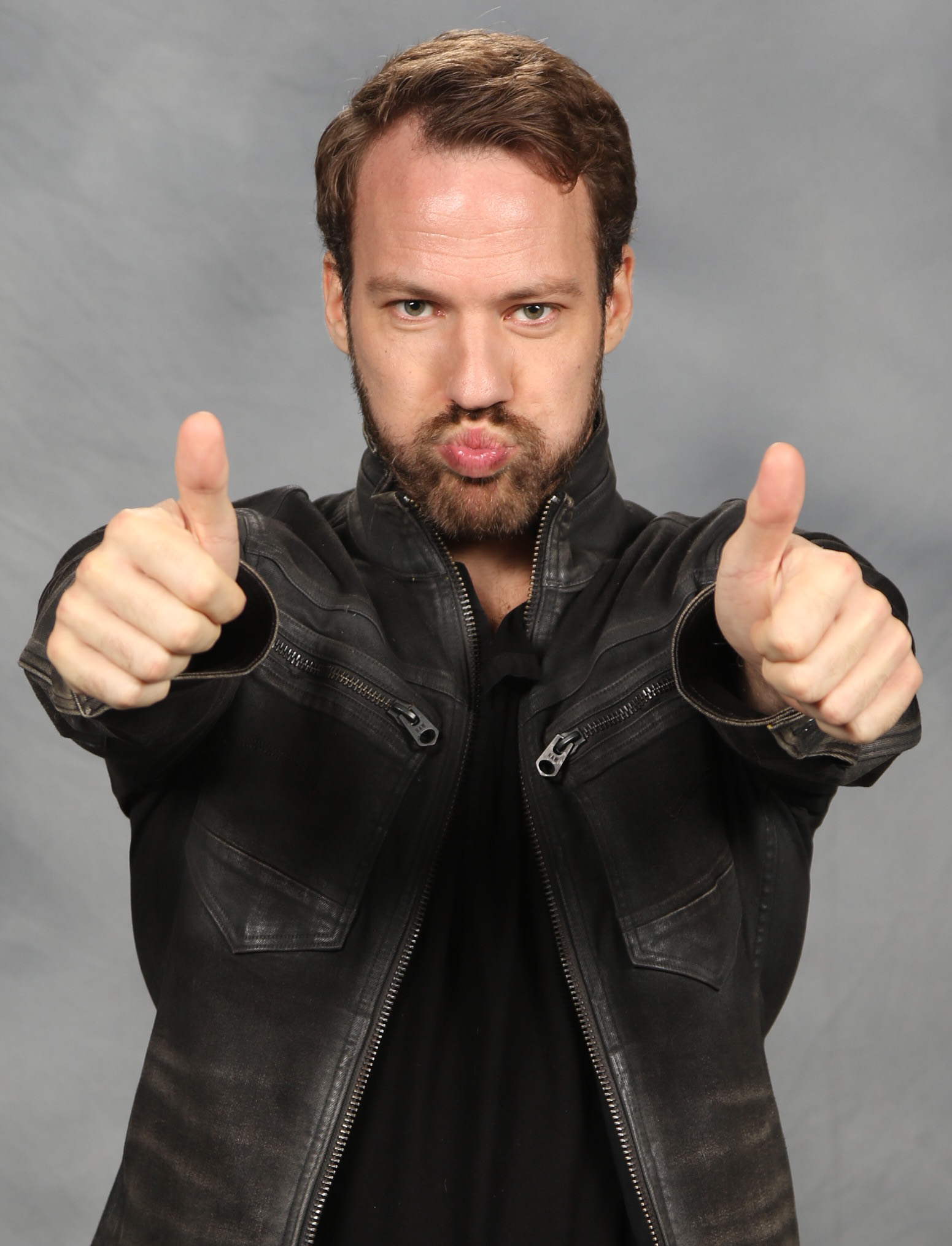
Falk Hentschel interprète Carter Hall / Hawkman.
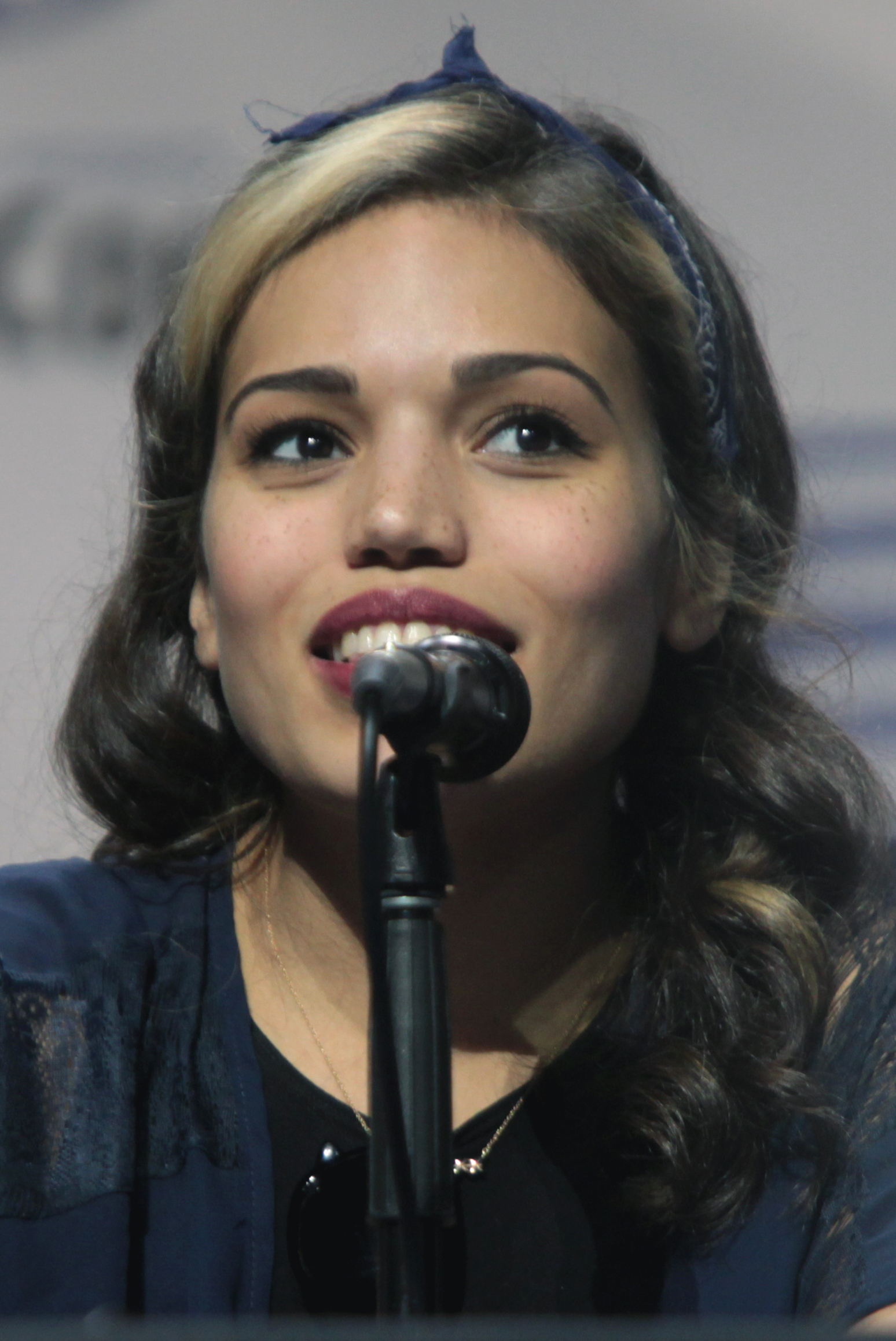
Ciara Renée interprète Kendra Saunders / Hawkgirl.
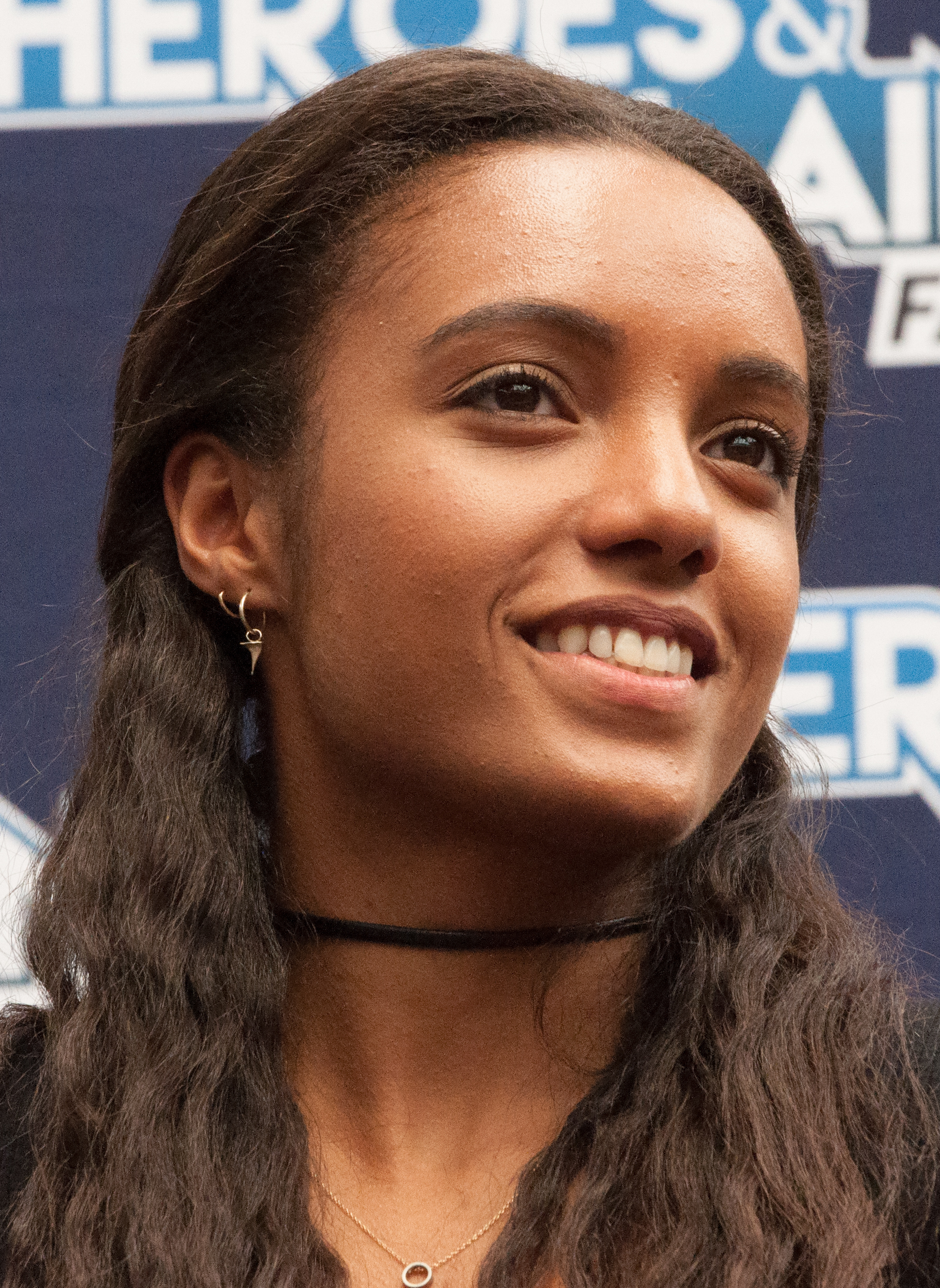
Maisie Richardson-Sellers interprète Amaya Jiwe / Vixen puis Charlie.
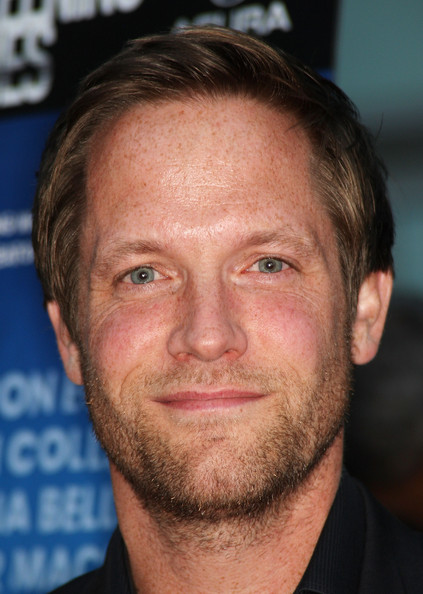
Matt Letscher interprète Eobard Thawne / Nega-Flash.
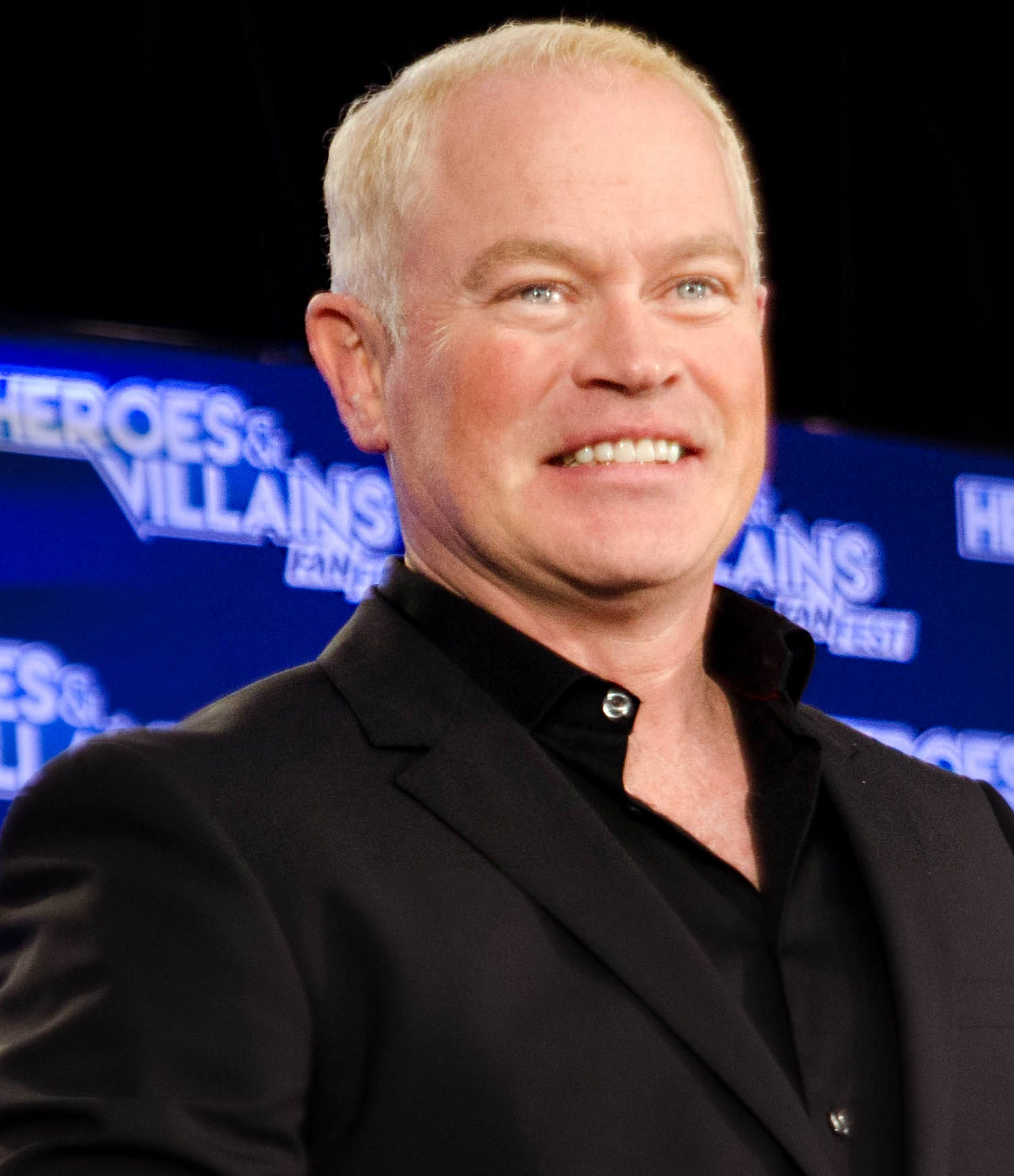
Neal McDonough interprète Damien Darhk.
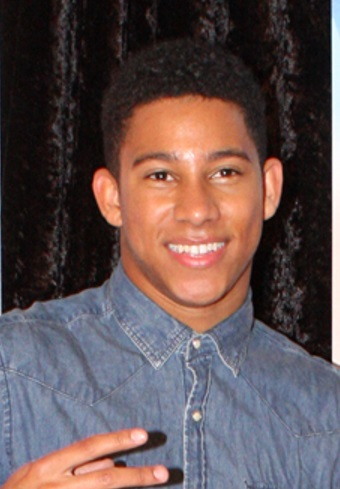
Keiynan Lonsdale interprète Wally West / Kid Flash.
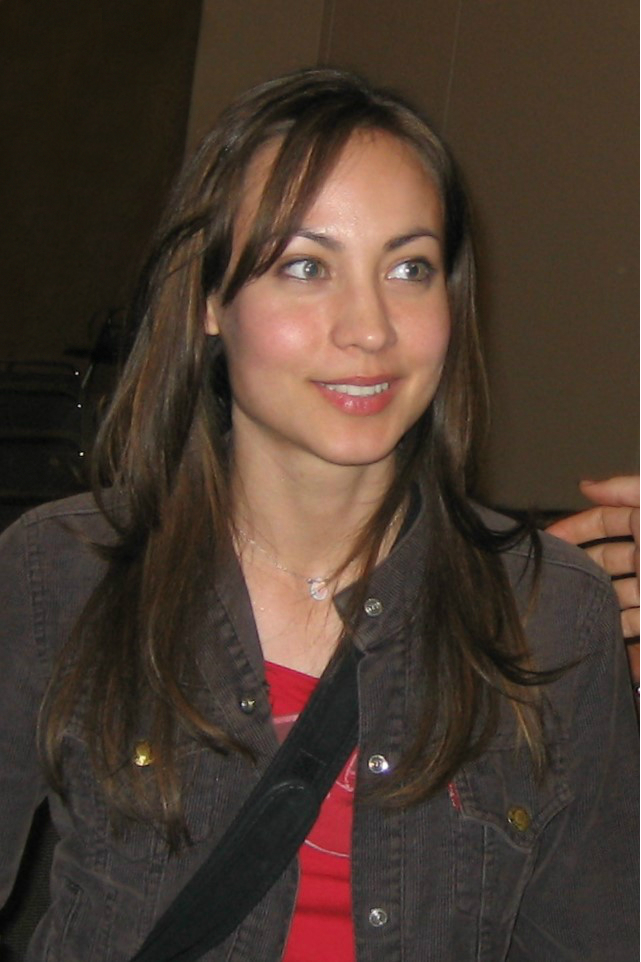
Courtney Ford interprète Nora Darhk

### Anciens acteurs récurrents
- Casper Crump (VF : Jérémie Covillault) : Vandal Savage (saison 1, invité saison 4)
- Martin Donovan (VF : Guillaume Orsat) : Zaman Druce (saison 1)
- Peter James Bryant (en) (VF : Jean-Louis Faure) : Declan (saison 1)
- Alex Duncan : Miranda Hunter (saison 1)
- Kiefer O'Reilly : Jonas Hunter (saison 1)
- John Barrowman (VF : Pierre-François Pistorio) : Malcolm Merlyn / Al Sa-Her / Dark Archer / Ra's Al Ghul (saison 2)
- Matthew MacCaull (VF : Damien Boisseau) : Henry Heywood / Commander Steel (saison 2 - invité saison 3)
- Kwesi Ameyaw (VF : Gilles Morvan) : Charles McNider / Docteur Mid-Nite (saison 2)
- Sarah Grey (VF : Karine Texier) : Courtney Whitmore / Stargirl (saison 2)
- Tracy Ifeachor (VF : Olivia Luccioni) : Kuasa (saison 3)
- John Noble (VF : Patrick Messe) : voix originale de Mallus (7 épisodes) et lui-même (saison 3, épisode 17)
- Thomas F. Wilson (VF : Jean-Jacques Nervest) : Hank Heywood[11] (saison 4)
- Christian Keyes : Desmond « Dez » / Neron (saison 4)
- Jane Carr : La Fée marraine / Tabitha (saison 4)
- Sarah Strange (VF : Ivana Coppola) : Lachésis (saison 5)
- Joanna Vanderham (VF : Marie Bouvet) : Atropos (saison 5)
- Mina Sundwall : Lita (saison 5, invitée saison 6)

### Invités des séries du même univers

#### Arrow
- Stephen Amell (VF : Sylvain Agaësse) : Oliver Queen / Arrow (6 épisodes)
- John Barrowman (VF : Pierre-François Pistorio) : Malcolm Merlyn / Ra's al Ghul (6 épisodes)
- Emily Bett Rickards (VF : Aurore Bonjour) : Felicity Smoak (4 épisodes)
- David Ramsey (VF : Namakan Koné) : John « Dig » Diggle / Spartan et Bass Reeves (4 épisodes)
- Echo Kellum (VF : Valentin Merlet) : Curtis Holt / Mr Terrific (2 épisodes)
- Rick Gonzalez (VF : Paolo Domingo) : Rene Ramirez / Wild Dog (2 épisodes)
- Juliana Harkavy (VF : Anne O'Dolan) : Dinah Drake / Black Canary (2 épisodes)
- Paul Blackthorne (VF : Loïc Houdré) : le capitaine Quentin Lance (2 épisodes)
- Katie Cassidy (VF : Anne Tilloy) : Laurel Lance / Black Canary (2 épisodes)
- LaMonica Garrett (VF : Florian Wormser) : Mar Novu / The Monitor (2 épisodes)
- Joseph David-Jones (VF : Jhos Lican) : Connor Hawke (2 épisodes)
- Matthew Nable (VF : Éric Herson-Macarel) : Ra's al Ghul (1 épisode)
- Katrina Law (VF : Laëtitia Laburthe) : Nyssa Al Ghul (1 épisode)
- Audrey Marie Anderson (VF : Anne Massoteau) : Lyla Michaels (1 épisode)
- Susanna Thompson (VF : Catherine Le Hénan) : voix de l'intelligence artificielle du Wellenreiter (1 épisode)

#### Flash
- Keiynan Lonsdale (VF : Alex Fondja) : Wally West / Kid Flash (9 épisodes -  principal saison 3)
- Grant Gustin (VF : Alexandre Gillet) : Barry Allen / Flash (4 épisodes)
- Carlos Valdes (VF : Antoine Schoumsky) : Cisco Ramon / Vibe (3 épisodes)
- Danielle Panabaker (VF : Marie Diot) : Dr Caitlin Snow / Killer Frost (3 épisodes)
- David Sobolov (en) : (voix originale de Grodd) (saison 3, 2 épisodes)
- Tom Cavanagh (VF : Serge Faliu) : Dr Harrison « Harry » Wells / Nash Wells (2 épisodes)
- Candice Patton (VF : Jessica Monceau) : Iris West (1 épisode)
- Violett Beane (VF : Alexandra Ansidei) : Jesse Wells/ Jesse Quick (1 épisode)

#### Supergirl
- Melissa Benoist (VF : Zina Khakhoulia) : Kara Danvers / Supergirl (3 épisodes)
- Chyler Leigh (VF : Véronique Desmadryl) : Alexandra « Alex » Danvers (2 épisodes)
- David Harewood (VF : Paul Borne) : J'onn J'onzz (1 épisode)
- Nicole Maines (VF : Adeline Chetail) : Nia Nal / Dreamer (1 épisode)
- Tyler Hoechlin (VF : Thibaut Lacour) : Clark Kent / Superman (1 épisode)
- Bitsie Tulloch (VF : Pamela Ravassard) : Lois Lane (1 épisode)
- Jon Cryer (VF : Lionel Tua) : Lex Luthor (1 épisode)

#### Constantine
- Matt Ryan (VF : Axel Kiener) : John Constantine (47 épisodes - récurrent saison 3 et principal saisons 4 à 6)
- Bailey Tippen : Astra Logue (1 épisode)

#### Freedom Fighters: The Ray
- Russell Tovey : Raymond « Ray » Terrill / The Ray (1 épisode)

#### Batwoman
- Ruby Rose (VF : Vanessa Van-Geneugden) : Kate Kane / Batwoman (1 épisode)

#### Black Lightning
- Cress Williams (VF : Namakan Koné) : Jefferson Pierce / Black Lightning (1 épisode)

Invités des séries du multivers DC
- Brec Bassinger : Courtney Whitmore / Stargirl (de Stargirl, 1 épisode)
- Yvette Monreal : Yolanda Montez / Wildcat II (de Stargirl, 1 épisode)
- Anjelika Washington : Beth Chapel / Doctor Mid-Nite II (de Stargirl, 1 épisode)
- Cameron Gellman : Rick Tyler / Hourman II (de Stargirl, 1 épisode)
- Derek Mears : Swamp Thing (de Swamp Thing, 1 épisode)
- Alan Ritchson : Hank Hall / Hawk (de Titans, 1 épisode)
- Curran Walters : Jason Todd / Robin II (de Titans, 1 épisode)
- Teagan Croft : Rachel Roth / Raven (de Titans, 1 épisode)
- Minka Kelly : Dawn Granger / Dove (de Titans, 1 épisode)
- Anna Diop : Koriand'r / Kory Anders / Starfire (de Titans, 1 épisode)
- April Bowlby : Rita Farr / Elasti-Girl (de Doom Patrol, 1 épisode)
- Diane Guerrero : Kay Challis / Crazy Jane (de Doom Patrol, 1 épisode)
- Joivan Wade : Victor Stone / Cyborg (de Doom Patrol, 1 épisode)
- Riley Shanahan : Clifford Steele / Robotman (de Doom Patrol, 1 épisode)
- Matthew Zuk : Larry Trainor / Negative Man (de Doom Patrol, 1 épisode)

Version française
- Société de doublage : Dubbing Brothers[12],[13]
- Direction artistique : Gilles Morvan[12],[13]
- Adaptation des dialogues : Philippe Videcoq, Yannick Chouillet et Nicolas Morvan[13]

 Source et légende : version française (VF) sur RS Doublage et Doublage Séries Database

## Production

### Développement
En février 2015, devant le succès des séries télévisées Arrow et Flash, The CW annonce le projet d'une autre série dérivée pour une diffusion à la mi-saison 2015-2016. Elle sera potentiellement centrée sur des personnages récurrents des deux séries (Arrow et Flash).
En avril 2015, le titre définitif de la série est révélé et s'intitulera Legends of Tomorrow,.
En mai 2015, The CW confirme officiellement la commande de la série et son titre. Quelques jours plus tard, une bande annonce de la série, d'une durée de quatre minutes, est mise en ligne. Elle présente tous les personnages et les futurs enjeux de la série.
En octobre 2015, Phil Klemmer, le showrunner de la série a annoncé avoir pensé la saison en une histoire bouclée de seize épisodes. Il a toujours envisagé la série comme une anthologie et non pas une série habituelle. Si une deuxième saison devait voir le jour, il est fort probable que les acteurs et l'intrigue soit différents.
En février 2016, DC Comics annonce l'arrivée du super héros Hourman, de Ma Hunkel, Sandman et Sergent Rock au sein de la série.
Le 11 mars 2016, la série a été renouvelée pour une deuxième saison de treize épisodes.
Le 14 juillet 2016, l'actrice Caity Lotz a dévoilé le titre du premier épisode de la deuxième saison, Out of Time et qu'il sera réalisé par Dermott Browns.
Le 9 novembre 2016, la chaîne a commandé quatre épisodes supplémentaires portant la deuxième saison à dix-sept au lieu des treize initialement commandés,.
Le 8 janvier 2017, la série a été renouvelée pour une troisième saison de dix-huit épisodes.
Le 2 avril 2018, la série a été renouvelée pour une quatrième saison, prévue pour l'automne 2018.
Le 31 janvier 2019, la série est renouvelée pour une cinquième saison, prévue pour la mi-saison 2019-2020. Lors des renouvellements, il a été révélé que la série fera partie du crossover annuel du Arrowverse en cinq parties, avec la nouveauté Batwoman, les trois premiers épisodes du crossover en décembre, et les deux derniers en janvier, soit la première de la saison des Légendes.
Le 7 janvier 2020, la chaîne The CW renouvelle la série pour une sixième saison.
Le 3 février 2021, la chaîne The CW renouvelle la série pour une saison 7 avant même la diffusion du premier épisode de la sixième saison.
Le 30 avril 2022, la chaîne The CW annule la série.

### Attribution des rôles
En février et mars 2015, Brandon Routh (Ray Palmer / Atom), Victor Garber (Dr Martin Stein / Firestorm), Wentworth Miller (Leonard Snart / Captain Cold), Caity Lotz (envisagée pour reprendre son rôle de Sara Lance mais avec un nouveau statut de super-héros non dévoilé), Dominic Purcell (Mick Rory / Heat Wave), Arthur Darvill, dans le rôle de Rip Hunter et Ciara Renée, dans le rôle de Hawkgirl sont annoncés comme acteurs principaux.
En mai 2015, le rôle de Caity Lotz est révélé, elle interprétera White Canary. Le même mois, lors de la mise en ligne de la bande annonce officielle de la série, il est possible de voir que Stephen Amell (Oliver Queen / Arrow) et Grant Gustin (Barry Allen / Flash), respectivement les héros des séries Arrow et Flash ainsi que Tom Cavanagh (Nega-Flash) y apparaîtront occasionnellement.
En octobre 2015, Neal McDonough (Damien Darhk) est annoncé pour reprendre le rôle qu'il a incarné lors de la quatrième saison d’Arrow.
En décembre 2015, Matthew Nable est annoncé pour reprendre le rôle de Ra's al Ghul qu'il a incarné lors de la troisième saison d’Arrow, Ali Liebert interprétera le rôle de Lindsay Carlisle et aura une relation avec Sara Lance et Carlos Valdes reprendra le temps d'un épisode son rôle de Cisco Ramon de la série  Flash.
En janvier 2016, Marc Guggenheim, l'un des showrunner de la série, a annoncé que le personnage Jonah Hex apparaîtra dans l'épisode 11 de la première saison sans dévoiler qui incarnera le personnage. Un film avait été produit en 2010 avec Josh Brolin dans le rôle principal. Le même mois, Jewel Staite a obtenu le rôle de Rachel Turner lors de l'épisode 10 de la saison. Plus tard, Johnathon Schaech est annoncé pour incarner Jonah Hex lors de la saison.
En février 2016, Stephen Amell est annoncé dans l'épisode 6 pour interpréter un Green Arrow du futur. En mars 2016, Patrick J. Adams (vu dans Suits : Avocats sur mesure) a obtenu un rôle d'invité lors du dernier épisode de la première saison et aura une possibilité d'être promu au statut d'acteur récurrent durant la deuxième,. Il tiendra le rôle de Rex Tyler / Hourman.
En avril 2016, Emily Bett Rickards (Felicity Smoak) et Paul Blackthorne (le capitaine Quentin Lance) sont annoncés pour apparaître lors d'un ou deux épisodes de la première saison. Le même mois, il est précisé que le statut de Falk Hentschel (Carter Hall / Hawkman) est passé d'acteur principal à celui d'invité lors de ses apparitions supplémentaires au cours de la première saison, son personnage étant mort lors du deuxième épisode,.
En mai 2016, le producteur Greg Berlanti annonce que Wentworth Miller (Leonard Snart / Captain Cold) ne sera plus un personnage principal durant la deuxième saison mais l'acteur a signé un nouveau contrat lui permettant de rester présent dans l'univers DC Comics et le producteur Marc Guggenheim annonce aussi que Ciara Renée (Kendra Sanders / Hawkgirl) ne sera plus un personnage principal durant cette même saison.
En juin 2016, Nick Zano a obtenu le rôle principal de Nathan Heywood lors de la deuxième saison et Maisie Richardson-Sellers a été initialement choisie pour remplacer Megalyn Echikunwoke, qui a interprété le rôle de Mari McCabe / Vixen dans Arrow mais la production a décidé de lui faire incarner le rôle principal d'Amaya Jiwe, la grand-mère de Mari McCabe durant cette même saison, dans le but d'une éventuelle rencontre sur une autre ligne du temps lié à l'univers des séries.
En juillet 2016, lors du Comic-Con de San-Diego, les producteurs Marc Guggenheim et Phil Klemmer, annoncent l'arrivée du groupe de super-vilains Legion of Doom (en), composé de John Barrowman (Malcolm Merlyn / Dark Archer), Matt Letscher (Nega-Flash), Neal McDonough (Damien Darhk) et Wentworth Miller (Leonard Snart / Captain Cold),
En novembre 2016, un nouveau spin-off est annoncé entre les trois séries dérivées ou du même univers, soit Arrow, Flash, Legends of Tomorrow et Supergirl.
En juin 2017, la production annonce que l'actrice Tala Ashe rejoint la saison 3 en tant qu'actrice principale pour incarner l'héroïne Zari Adrianna Tomaz, alias Isis.
En juillet 2017, lors du Comic-Con de San-Diego, les producteurs Marc Guggenheim et Phil Klemmer annoncent le retour de Wentworth Miller (Leonard Snart / Captain Cold) et Arthur Darvill (Rip Hunter) pour des rôles récurrents. Neal McDonough (Damien Darhk) obtient quant à lui le statut d'acteur principal.
En octobre 2017, Phil Klemmer un des producteurs de la série annonce que l'acteur Matt Ryan reprendra son rôle de John Constantine lors des épisodes 9 et 10 de la troisième saison.[réf. nécessaire] Le même mois, il est annoncé que Victor Garber quittera la troisième saison pour rejoindre Bernadette Peters à Broadway pour la comédie musicale Hello Dolly ! L'acteur a en effet signé pour y participer.
En novembre 2017, Wentworth Miller (Leonard Snart / Captain Cold) annonce qu'il réapparaîtra encore une toute dernière fois dans la série DC: Legends of Tomorrow et Flash. Quelques jours plus tard, la production révèle que l'acteur interprétera le héros Citizen Cold (une version alternative de Captain Cold)
En décembre 2017, la production annonce le départ de Franz Drameh après la pause hivernale, mais ne ferme pas la porte à un retour dans le futur en tant qu'invité.
En janvier 2018, Keiynan Lonsdale (Wally West / Kid Flash dans Flash) intègre la distribution principale dès l'épisode 13 de la troisième saison.
En mars 2018, il est annoncé que Matt Ryan (John Constantine) intégrera la distribution principale dès la quatrième saison si la série est renouvelée.
En avril 2018, Jes Macallan est promu actrice principale lors de la quatrième saison.
En août 2019, les producteurs annoncent que Brandon Routh et Courtney Ford quitteront la série durant la saison 5 avec la possibilité de revenir en guest dans le futur.
En juin 2020, le showrunner confirme le départ de Maisie Richardson-Sellers après la diffusion du final de la saison 5.
Le 12 septembre 2020, Lisseth Chavez a obtenu le rôle principal d'Esperanza « Spooner » Cruz lors de la sixième saison.
En avril 2021, l'acteur Dominic Purcell annonce sur son compte instagram qu'il quittait la série à l'issue de la saison 6 à la suite de conflit avec le studio avant de publier et de supprimer d'autres publications. Après s'être justifié en prétextant que c'était une blague qui est allée trop loin, il confirme qu'il quitte son statut de personnage principal pour devenir récurrent pour la saison 7 après avoir obtenu l'accord du showrunner,.
Le 25 juillet 2021, il est annoncé qu'Amy Louise Pemberton jouera désormais Gideon en chair et en os à partir de la saison 7 et que Matt Ryan quittera le rôle de John Constantine pour interpréter un nouveau personnage du nom de Gwyn Davies.

### Tournage
En mai 2015, l'acteur Victor Garber a révélé que le tournage débutait en août 2015.

## Fiche technique
Sauf indication contraire, les informations mentionnées dans cette section peuvent être confirmées par la base de données cinématographiques IMDb,  présente dans la section « Liens externes ».
- Création : Andrew Kreisberg, Greg Berlanti, Marc Guggenheim et Phil Klemmer
- Réalisation : Dermott Downs, David Geddes, Gregory Smith, Ralph Hemecker, Mairzee Almas, Kevin Mock, Antonio Negret, Kevin Tancharoen, Alice Troughton, Glen Winter, Ben Hernandez Bray, Rob Seidenglanz, Michael A. Allowitz, Joe Dante, Thor Freudenthal, Michael Grossman, Cherie Nowlan, Olatunde Osunsanmi, Steve Shill, John F. Showalter, Rachel Talalay, Alexandra La Roche, Eric Laneuville, Dean Choe, April Mullen, Viet Nguyen, Christopher Tammaro, Kristin Windell, Andrew Kasch
- Scénario : Andrew Kreisberg, Greg Berlanti, Marc Guggenheim, Phil Klemmer, Ray Utarnachitt, Grainne Godfree, Keto Shimizu, Chris Fedak, Matthew Maala, Sarah Nicole Jones, James Eagan, Anderson Mackenzie, Morgan Faust, Cortney Norris, Beth Schwartz, Tyron Carter, Ubah Mohamed, Sarah Hernandez, Daphne Miles, Jackie Canino
- Direction artistique : Anand Ray, Peter Andringa, Rick Willoughby, Andy Amoroso, Carlos Bolbrugge, Myleen MacMillan, Stevo Bedford et James Steuart
- Décors : Sheila Haley, Ian D. Thomas et Tyler Bishop Harron
- Costumes : Vicky Mulholland et Maya Mani
- Décorateurs de plateau : Shirley Inget, Matthew Versteeg et Caroline George-Kohne
- Photographie : Mahlon Todd Williams, David Geddes, Richard Buckmaster
- Montage : Andrew Kasch, Carol Stutz, Kevin Mock, Tom Runquist, Dexter N. Adriano, Talia Lidia, Rhett Finch, Harry Jierjian, David Crabtree
- Musique : Blake Neely, Daniel James Chan, Nathaniel Blume, Sherri Chung
- Production : Geoff Garrett, Carl Ogawa, Vladimir Stefoff, Jennifer Lence, Glen Winter et Kevin Mock
- Supervision de production : Ray Utarnachitt, Sarah Nicole Jones
  - Production exécutive : Greg Berlanti, Marc Guggenheim, Phil Klemmer, Grainne Godfree, Sarah Schechter, Keto Shimizu, Andrew Kreisberg, Chris Fedak ; James Eagan (coproducteur exécutif)
  - Consultant : Ben Sokolowski et Beth Schwartz
  - Associée : Trina Renee, Brian Moraga, Robert W. Egami, Curtis Krick
- Distribution : David Rapaport, Lyndsey Baldasare
- Effets spéciaux de maquillage : Toby Lindala et Sandy Lindala, Mike Elizalde
- Coordination des effets spéciaux : Chris Davis et Bob Comer
- Effets visuels : Armen V. Kevorkian, James Rorick, Jonathan MacPherson, Paul Griffin, Ron Simonson, Andrew Sagar, Yoshi DeHerrera, Marcus LeVere, Ralph Maiers, Andranik Taranyan, Nicole Herr
- Sociétés de production : Berlanti Productions, Bonanza Productions, DC Entertainment, Warner Bros Television
- Société de distribution : Warner Bros Domestic Television Distribution
- Pays d'origine :  États-Unis
- Langue originale : anglais
- Format : couleur - 1,78:1 - 16:9 HD - son Dolby Digital
- Genre : dramatique, super-héros, action, aventure
- Durée : 42 minutes

### Diffusion internationale
| Pays        | Date de première diffusion         | Chaîne                               | Langue de diffusion             |
| ----------- | ---------------------------------- | ------------------------------------ | ------------------------------- |
| Algérie     | août 2016                          | DTV                                  | anglais (sous-titrage en arabe) |
| Allemagne   | 30 août 2016                       | ProSieben                            | allemand                        |
| Australie   | 22 janvier 2016                    |                                      | anglais                         |
| Brésil      | 18 février 2016                    | Warner Channel                       | portugais                       |
| Canada      | 21 janvier 2016                    | CTV (1re saison) CTV Two (2e saison) | anglais                         |
| États-Unis  | 21 janvier 2016                    | The CW                               | anglais                         |
| France      | 17 septembre 2016/5 septembre 2017 | TMC/CStar                            | français                        |
| Québec      | 1er août 2017                      | AddikTV                              | français                        |
| Italie      | 19 octobre 2016                    | Premium Action (it)                  | italien                         |
| Royaume-Uni | 1er mars 2016                      | Sky                                  | anglais                         |

## Épisodes

### Première saison (2016)
Le Capitaine Rip Hunter, un agent faisant partie de la Confédération des Maîtres du Temps, est envoyé dans le passé pour recruter un groupe de super-héros et de super-vilains capable d'affronter une menace planétaire : le criminel Vandal Savage avec son armée de super soldats ayant modifié le futur. Ils ont pris le contrôle de toutes les infrastructures et fait des humains des esclaves. Ce groupe est composé de Captain Cold, Heat Wave, The Atom, Hawkgirl, Hawkman, White Canary et Firestorm.

### Deuxième saison (2016-2017)
Après le départ de Hawkgirl et Hawkman, ainsi que la mort de Captain Cold, l'équipe désormais composée de Rip Hunter, Firestorm, Atom, White Canary et Heat Wave accueille deux nouvelles recrues : Amaya Jiwe, une méta-humaine capable d'utiliser les capacités de n'importe quel animal, et Nate Heywood, un historien capable de recouvrir sa peau d'une armure en métal. Ensemble, ils reprennent le flambeau des Maîtres du Temps et continuent de protéger le temps. Cependant, le supersonique et voyageur temporel Eobard Thawne s'associe avec Damien Darhk et Malcolm Merlyn pour changer leur destin en réécrivant la réalité avec l'aide d'une ancienne relique la Lance du Destin. Les Légendes doivent les en empêcher pour préserver la réalité.

### Troisième saison (2017-2018)
L'ultime effort des Légendes pour vaincre la Legion of Doom et sauver la réalité a provoqué de lourdes conséquences : le temps s'est brisé et a créé divers anachronismes à travers le temps. Les Légendes décident de reprendre l'aventure, quitte à s'opposer au Bureau Temporel, la nouvelle organisation du temps fondée par Rip Hunter, afin de réparer eux-mêmes les anachronismes qu'ils ont créés. Cependant, les Légendes vont devoir s'attaquer à Nora Darhk, aussi puissante que son père Damien Darhk, qu'elle ressuscite au service de Mallus, un être maléfique existant à travers le temps qu'elle cherche à libérer. Ils auront également affaire à Kuasa et Grodd.

### Quatrième saison (2018-2019)
Les Légendes ont permis à Mallus de se libérer de sa cage pour le détruire. Damien Darhk s'est sacrifié pour sauver sa fille Nora, et ils ont réussi à réparer le temps en corrigeant le dernier anachronisme. Cependant, le célèbre exorciste John Constantine alerte les Légendes qu'ils ont laissé s'enfuir d'autres êtres maléfiques et qu'ils vont devoir l'aider à retrouver les créatures infernales qu'ils ont libérées. Ayant rejoint l'équipe pour l'aider dans cette tâche, Constantine est pris pour cible par une créature mystérieuse...

### Cinquième saison (2020)
Peu de temps après la défaite de Néron et Tabitha, Les Légendes ont survécu à la Crise et découvrent la nouvelle réalité de Terre-Prime. John Constantine revient avec des mauvaises nouvelles de l'Enfer : Astra, son ancienne protégée, veut se venger de lui et a libéré les âmes de certains des pires criminels et personnes de l'Histoire que les Légendes appelleront les Rappels (Encores en VO). Les Légendes doivent donc les contenir le temps que Constantine trouve la solution pour les renvoyer d'où ils viennent…
Charlie révèle également aux Légendes que son vrai nom est Clotho, une des trois Moires, que ses deux sœurs vont venir pour la tuer elle et tous ceux qu'elle aime, et qu'ils doivent retrouver les morceaux du Métier à tisser du Destin qu'elle a dispersés avant que ses sœurs ne les retrouvent…

### Sixième saison (2021)
Cette saison de quinze épisodes est diffusée depuis le 2 mai 2021 sur The CW, aux États-Unis.
Les Légendes doivent protéger l'histoire d'un ennemi encore jamais vu : les extraterrestres ! Pour y parvenir ils devront recruter un nouveau membre, une femme ayant été enlevée par des aliens lorsqu'elle était enfant.

### Septième saison (2021-2022)
Note : Pour les informations de renouvellement voir la section Production.
Elle est diffusée depuis le 13 octobre 2021.
À la suite de l'explosion du Waverider, les Légendes restent bloquées au Texas en 1925. Pour récupérer leur vaisseau, ils vont devoir retrouver la trace du créateur du voyage dans le temps.

## Crossovers
L’Arrowverse est un univers de fiction partagé centré sur plusieurs séries télévisées diffusées sur le réseau The CW.
La première série télévisée incluse dans l'Arrowverse est Arrow, fondée sur le personnage de Green Arrow, qui a débuté en octobre 2012. L'univers s'est élargi avec la série Flash en octobre 2014, qui est fondée sur Barry Allen / Flash, puis en août 2015, avec la série d'animation Vixen sur CW Seed, et à nouveau avec la série en live-action de l'équipe Legends of Tomorrow en janvier 2016. La franchise a également rassemblé des séries télévisées DC Comics diffusées sur d'autres chaînes de télévision : Matt Ryan, l'acteur principal de Constantine, est ainsi apparu dans la quatrième saison d’Arrow. La série Supergirl, à la suite de son déplacement de CBS vers CW, rejoint cet univers partagé en octobre 2016. Batwoman, qui est fondée sur Kate Kane / Batwoman, est la dernière en série à avoir rejoint l'Arrowverse en octobre 2019. On peut également noter la présence de Lucifer, dont le héros est tiré d'un Comics de la gamme DC Comics, et de Black Lightning dans le crossover Crisis on Infinite Earths.

## Accueil

### Audiences

#### Aux États-Unis
Le pilote de la série, diffusé en deux parties, a réalisé deux audiences différentes, soit 3,14 millions de téléspectateurs pour la première et 2,89 millions de téléspectateurs pour la deuxième partie.
La première saison a fait une audience moyenne de 2,17 millions de téléspectateurs sur la tranche d'âge 18-49 ans.
La deuxième saison a réalisé une audience moyenne de 1,81 million de téléspectateurs sur la tranche d'âge 18-49 ans.
La troisième saison a obtenu une audience moyenne de 1,5 million de téléspectateurs sur la tranche d'âge 18-49 ans.
La quatrième saison a obtenu une audience moyenne de 0,948 million de téléspectateurs sur la tranche d'âge 18-49 ans.
La cinquième saison a obtenu une audience moyenne de 0,764 million de téléspectateurs sur la tranche d'âge 18-49 ans.
La sixième saison a obtenu une audience moyenne de 0,417 million de téléspectateurs sur la tranche d'âge 18-49 ans.
La septième saison a obtenu une audience moyenne de 0,528 million de téléspectateurs sur la tranche d'âge 18-49 ans.

#### En France
La première saison a fait une audience moyenne de 544 000 téléspectateurs pour une part d'audience de 3 %.

### Réception critique
Dans ses débuts, la série a reçu une note moyenne de 2,7⁄5 pour la presse et 3,6⁄5 pour les spectateurs. Pour une note supérieure, Entertainment Weekly a déclaré : « La mise en scène alterne le spectaculaire et le kitsch ; le ton est furieusement éclectique ; la logique du voyage dans le temps importe peu… Cependant, le casting charmant et certains rebondissements poignants et surprenants m'ont pris aux tripes ». USA Today dit aussi : « Aussi familiers qu'ils puissent être, il faut tout de même réintroduire beaucoup de personnages tout en établissant les prémices de ce qui ressemble à la rencontre entre Doctor Who et Les Gardiens de la Galaxie - avec aussi une touche de Retour de la Momie pour faire bonne mesure. Mais la série s'en sort bien et définit les paramètres du voyage dans le temps (Ils peuvent changer le cours des événements, mais pas ceux auxquels ils ont participé) ainsi que le conflit entre héros et méchants ».
Il y a eu beaucoup de critiques mitigées comme Newsday qui déclare : « Ces Légendes sont des marchandises bien connues, surtout pour les fans d’Arrow et Flash. L'histoire est assez simple : arrêter Vandal Savage dans le passé avant qu'il ne détruise l'humanité dans le futur (…). Mais, Legends paraît trop lâche et théâtral ». The A.V. Club ajouté : « Dialogues maladroits mis à part, les effets spéciaux sont amusants, au même titre que le voyage dans le temps - si le téléspectateur parvient à suivre toutes la chronologie (…). Mais la plus grosse erreur ici est d'avoir créé une série mettant en scène des personnages qui ne seraient pas assez convaincants pour avoir leurs propres shows ». Variety rajoute : « Ce que Legends of Tomorrow n'a pas maîtrisé, au moins lorsqu'il fonce pour établir ses prémices lors des deux heures [de son pilote, ndlr], c'est l'alchimie compliquée et vitale entre les personnages qui est nécessaire pour transformer un assemblage disgracieux de héros costumés en davantage qu'un groupe qui botte aléatoirement autant de derrières que le budget le permet ».
Les saisons suivantes ont plus convaincues les critiques de séries. En effet, IGN note que « Legends of Tomorrow n'a clairement pas raté un battement lors de la transition de la saison 3 à la 4. Au contraire, le casting plus maigre semble jouer en faveur de la série. L'ajout de John Constantine est une aubaine majeure, aidant à établir un nouveau conflit surnaturel qui s'annonce déjà supérieur au scénario de Mallus de la saison 3. Et avec tant de loufoquerie rampante et d'humour conscient de soi, il est impossible de ne pas retomber amoureux de Legends. »

### Distinctions

#### Nominations
- Teen Choice Awards 2017 : meilleure actrice dans une série d'action pour Caity Lotz